# Deutzia rehderiana
Deutzia rehderiana là một loài thực vật có hoa trong họ Tú cầu. Loài này được C.K.Schneid. mô tả khoa học đầu tiên năm 1917.